# Estrella de Bessèges 2022
La 52.ª edición de la competición ciclista Estrella de Bessèges (llamado oficialmente: Étoile de Bessèges) fue una carrera de ciclismo en ruta por etapas que se celebró entre el 2 y el 6 de febrero de 2022 en Francia con inicio en la ciudad de Bellegarde y final en la ciudad de Alès, sobre una distancia total de 628,76 km.
La carrera formó parte del UCI Europe Tour 2022, calendario ciclístico de los Circuitos Continentales UCI, dentro de la categoría 2.1 y fue ganada por el francés Benjamin Thomas del Cofidis. Completaron el podio, como segundo y tercer clasificado respectivamente, el italiano Alberto Bettiol del EF Education-EasyPost y el noruego Tobias Halland Johannessen del Uno-X.

## Equipos participantes
Tomaron parte en la carrera 21 equipos: 9 de categoría UCI WorldTeam invitados por la organización, 9 de categoría UCI ProTeam y 3 de categoría Continental. Formaron así un pelotón de 147 ciclistas de los que acabaron xxx. Los equipos participantes fueron:
| WorldTeams (9)- AG2R Citroën Team - Groupama-FDJ - Cofidis - UAE Team Emirates - Ineos Grenadiers - Israel-Premier Tech - Trek-Segafredo - Intermarché-Wanty-Gobert Matériaux - EF Education-EasyPost ProTeams (9)- B&B Hotels-KTM - Alpecin-Fenix - Arkéa-Samsic - TotalEnergies - Sport Vlaanderen-Baloise - Uno-X Pro Cycling Team - Bardiani CSF Faizanè - Equipo Kern Pharma - Bingoal Pauwels Sauces WB Equipos continentales (3)- Saint Michel-Auber 93 - Go Sport-Roubaix Lille Métropole - UC Nantes Atlantique |
| |

## Recorrido
La Estrella de Bessèges dispuso de cinco etapas dividido en una etapa llana, tres de media montaña, y una contrarreloj individual para un recorrido total de 614 kilómetros.
| Etapa     | Fecha    | Recorrido                                | type                    | Distancia (km) | Desnivel (m) | Ganador                    | Líder           |
| --------- | -------- | ---------------------------------------- | ----------------------- | -------------- | ------------ | -------------------------- | --------------- |
| 1.ª etapa | 2 de feb | Bellegarde – Bellegarde                  | etapa llana             | 160,86         | 538 m        | Mads Pedersen              | Mads Pedersen   |
| 2.ª etapa | 3 de feb | Saint-Christol-lez-Alès – Rousson        | etapa escarpada         | 156,21         | 1702 m       | Bryan Coquard              | Mads Pedersen   |
| 3.ª etapa | 4 de feb | Bessèges – Bessèges                      | etapa escarpada         | 155,65         | 2051 m       | Benjamin Thomas            | Benjamin Thomas |
| 4.ª etapa | 5 de feb | Saint-Hilaire-de-Brethmas – Mont Bouquet | etapa escarpada         | 145,41         | 1817 m       | Tobias Halland Johannessen | Benjamin Thomas |
| 5.ª etapa | 6 de feb | Alès – Alès                              | contrarreloj individual | 10,63          | 171 m        | Filippo Ganna              | Benjamin Thomas |

## Desarrollo de la carrera

### 1.ª etapa
| Bellegarde - Bellegarde | etapa llana | (160,86 km) |

| \| Clasificación de la etapa \| Clasificación de la etapa \| Clasificación de la etapa \| Clasificación de la etapa \| Clasificación de la etapa \| \| Ciclista \| Ciclista \| Equipo \| Tiempo \| \| \| ------------------------- \| ------------------------- \| ------------------------- \| ------------------------- \| ------------------------- \| \| 1.º \| Mads Pedersen \| Trek-Segafredo \| 3 h 32 min 47 s \| \| \| 2.º \| Hugo Hofstetter \| Arkéa-Samsic \| + 1 s \| \| \| 3.º \| Edvald Boasson Hagen \| TotalEnergies \| + 1 s \| \| \| 4.º \| Alberto Bettiol \| EF Education-EasyPost \| + 1 s \| \| \| 5.º \| Mathieu Burgaudeau \| TotalEnergies \| + 1 s \| \| \| 6.º \| Christopher Lawless \| TotalEnergies \| + 4 s \| \| \| 7.º \| Filippo Ganna \| Ineos Grenadiers \| + 7 s \| \| \| 8.º \| Benjamin Thomas \| Cofidis \| + 7 s \| \| \| 9.º \| Greg Van Avermaet \| AG2R Citroën Team \| + 7 s \| \| \| 10.º \| Toms Skujiņš \| Trek-Segafredo \| + 11 s \| \| |                      |                       |                 |
| |                      |                       |                 |
| Fuente: ProCyclingStats |                      |                       |                 |
| Clasificación de la etapa |                      |                       |                 |
| Ciclista | Ciclista             | Equipo                | Tiempo          |
| 1.º | Mads Pedersen        | Trek-Segafredo        | 3 h 32 min 47 s |
| 2.º | Hugo Hofstetter      | Arkéa-Samsic          | + 1 s           |
| 3.º | Edvald Boasson Hagen | TotalEnergies         | + 1 s           |
| 4.º | Alberto Bettiol      | EF Education-EasyPost | + 1 s           |
| 5.º | Mathieu Burgaudeau   | TotalEnergies         | + 1 s           |
| 6.º | Christopher Lawless  | TotalEnergies         | + 4 s           |
| 7.º | Filippo Ganna        | Ineos Grenadiers      | + 7 s           |
| 8.º | Benjamin Thomas      | Cofidis               | + 7 s           |
| 9.º | Greg Van Avermaet    | AG2R Citroën Team     | + 7 s           |
| 10.º | Toms Skujiņš         | Trek-Segafredo        | + 11 s          |

| \| Clasificación general \| Clasificación general \| Clasificación general \| Clasificación general \| Clasificación general \| \| Ciclista \| Ciclista \| Equipo \| Tiempo \| \| \| --------------------- \| --------------------- \| --------------------- \| --------------------- \| --------------------- \| \| 1.º \| Mads Pedersen \| Trek-Segafredo \| 3 h 32 min 37 s \| \| \| 2.º \| Hugo Hofstetter \| Arkéa-Samsic \| + 5 s \| \| \| 3.º \| Edvald Boasson Hagen \| TotalEnergies \| + 7 s \| \| \| 4.º \| Alberto Bettiol \| EF Education-EasyPost \| + 11 s \| \| \| 5.º \| Mathieu Burgaudeau \| TotalEnergies \| + 11 s \| \| \| 6.º \| Christopher Lawless \| TotalEnergies \| + 14 s \| \| \| 7.º \| Filippo Ganna \| Ineos Grenadiers \| + 17 s \| \| \| 8.º \| Benjamin Thomas \| Cofidis \| + 17 s \| \| \| 9.º \| Greg Van Avermaet \| AG2R Citroën Team \| + 17 s \| \| \| 10.º \| Toms Skujiņš \| Trek-Segafredo \| + 21 s \| \| |                      |                       |                 |
| |                      |                       |                 |
| Fuente: ProCyclingStats |                      |                       |                 |
| Clasificación general |                      |                       |                 |
| Ciclista | Ciclista             | Equipo                | Tiempo          |
| 1.º | Mads Pedersen        | Trek-Segafredo        | 3 h 32 min 37 s |
| 2.º | Hugo Hofstetter      | Arkéa-Samsic          | + 5 s           |
| 3.º | Edvald Boasson Hagen | TotalEnergies         | + 7 s           |
| 4.º | Alberto Bettiol      | EF Education-EasyPost | + 11 s          |
| 5.º | Mathieu Burgaudeau   | TotalEnergies         | + 11 s          |
| 6.º | Christopher Lawless  | TotalEnergies         | + 14 s          |
| 7.º | Filippo Ganna        | Ineos Grenadiers      | + 17 s          |
| 8.º | Benjamin Thomas      | Cofidis               | + 17 s          |
| 9.º | Greg Van Avermaet    | AG2R Citroën Team     | + 17 s          |
| 10.º | Toms Skujiņš         | Trek-Segafredo        | + 21 s          |

### 2.ª etapa
| Saint-Christol-lez-Alès - Rousson | etapa escarpada | (156,21 km) |

| \| Clasificación de la etapa \| Clasificación de la etapa \| Clasificación de la etapa \| Clasificación de la etapa \| Clasificación de la etapa \| \| Ciclista \| Ciclista \| Equipo \| Tiempo \| \| \| ------------------------- \| -------------------------- \| ------------------------- \| ------------------------- \| ------------------------- \| \| 1.º \| Bryan Coquard \| Cofidis \| 3 h 41 min 46 s \| \| \| 2.º \| Mads Pedersen \| Trek-Segafredo \| + 0 s \| \| \| 3.º \| Tobias Halland Johannessen \| Uno-X Pro Cycling Team \| + 0 s \| \| \| 4.º \| Mathieu Burgaudeau \| TotalEnergies \| + 0 s \| \| \| 5.º \| Alberto Bettiol \| EF Education-EasyPost \| + 4 s \| \| \| 6.º \| Benjamin Thomas \| Cofidis \| + 6 s \| \| \| 7.º \| Connor Swift \| Arkéa-Samsic \| + 6 s \| \| \| 8.º \| Milan Menten \| Bingoal Pauwels Sauces WB \| + 6 s \| \| \| 9.º \| Clément Champoussin \| AG2R Citroën Team \| + 6 s \| \| \| 10.º \| Pierre Latour \| TotalEnergies \| + 6 s \| \| |                            |                           |                 |
| |                            |                           |                 |
| Fuente: ProCyclingStats |                            |                           |                 |
| Clasificación de la etapa |                            |                           |                 |
| Ciclista | Ciclista                   | Equipo                    | Tiempo          |
| 1.º | Bryan Coquard              | Cofidis                   | 3 h 41 min 46 s |
| 2.º | Mads Pedersen              | Trek-Segafredo            | + 0 s           |
| 3.º | Tobias Halland Johannessen | Uno-X Pro Cycling Team    | + 0 s           |
| 4.º | Mathieu Burgaudeau         | TotalEnergies             | + 0 s           |
| 5.º | Alberto Bettiol            | EF Education-EasyPost     | + 4 s           |
| 6.º | Benjamin Thomas            | Cofidis                   | + 6 s           |
| 7.º | Connor Swift               | Arkéa-Samsic              | + 6 s           |
| 8.º | Milan Menten               | Bingoal Pauwels Sauces WB | + 6 s           |
| 9.º | Clément Champoussin        | AG2R Citroën Team         | + 6 s           |
| 10.º | Pierre Latour              | TotalEnergies             | + 6 s           |

| \| Clasificación general \| Clasificación general \| Clasificación general \| Clasificación general \| Clasificación general \| \| Ciclista \| Ciclista \| Equipo \| Tiempo \| \| \| --------------------- \| --------------------- \| --------------------- \| --------------------- \| --------------------- \| \| 1.º \| Mads Pedersen \| Trek-Segafredo \| 7 h 14 min 17 s \| \| \| 2.º \| Mathieu Burgaudeau \| TotalEnergies \| + 17 s \| \| \| 3.º \| Alberto Bettiol \| EF Education-EasyPost \| + 21 s \| \| \| 4.º \| Benjamin Thomas \| Cofidis \| + 29 s \| \| \| 5.º \| Connor Swift \| Arkéa-Samsic \| + 35 s \| \| \| 6.º \| Edvald Boasson Hagen \| TotalEnergies \| + 35 s \| \| \| 7.º \| Pierre Latour \| TotalEnergies \| + 40 s \| \| \| 8.º \| Toms Skujiņš \| Trek-Segafredo \| + 44 s \| \| \| 9.º \| Bryan Coquard \| Cofidis \| + 47 s \| \| \| 10.º \| Richard Carapaz \| Ineos Grenadiers \| + 51 s \| \| |                      |                       |                 |
| |                      |                       |                 |
| Fuente: ProCyclingStats |                      |                       |                 |
| Clasificación general |                      |                       |                 |
| Ciclista | Ciclista             | Equipo                | Tiempo          |
| 1.º | Mads Pedersen        | Trek-Segafredo        | 7 h 14 min 17 s |
| 2.º | Mathieu Burgaudeau   | TotalEnergies         | + 17 s          |
| 3.º | Alberto Bettiol      | EF Education-EasyPost | + 21 s          |
| 4.º | Benjamin Thomas      | Cofidis               | + 29 s          |
| 5.º | Connor Swift         | Arkéa-Samsic          | + 35 s          |
| 6.º | Edvald Boasson Hagen | TotalEnergies         | + 35 s          |
| 7.º | Pierre Latour        | TotalEnergies         | + 40 s          |
| 8.º | Toms Skujiņš         | Trek-Segafredo        | + 44 s          |
| 9.º | Bryan Coquard        | Cofidis               | + 47 s          |
| 10.º | Richard Carapaz      | Ineos Grenadiers      | + 51 s          |

### 3.ª etapa
| Bessèges - Bessèges | etapa escarpada | (155,65 km) |

| \| Clasificación de la etapa \| Clasificación de la etapa \| Clasificación de la etapa \| Clasificación de la etapa \| Clasificación de la etapa \| \| Ciclista \| Ciclista \| Equipo \| Tiempo \| \| \| ------------------------- \| -------------------------- \| ---------------------------------- \| ------------------------- \| ------------------------- \| \| 1.º \| Benjamin Thomas \| Cofidis \| 1 h 49 min 31 s \| \| \| 2.º \| Alberto Bettiol \| EF Education-EasyPost \| + 9 s \| \| \| 3.º \| Tobias Halland Johannessen \| Uno-X Pro Cycling Team \| + 9 s \| \| \| 4.º \| Rasmus Tiller \| Uno-X Pro Cycling Team \| + 15 s \| \| \| 5.º \| Bryan Coquard \| Cofidis \| + 15 s \| \| \| 6.º \| Edvald Boasson Hagen \| TotalEnergies \| + 15 s \| \| \| 7.º \| Hugo Hofstetter \| Arkéa-Samsic \| + 15 s \| \| \| 8.º \| Clément Champoussin \| AG2R Citroën Team \| + 15 s \| \| \| 9.º \| Diego Ulissi \| UAE Team Emirates \| + 15 s \| \| \| 10.º \| Georg Zimmermann \| Intermarché-Wanty-Gobert Matériaux \| + 15 s \| \| |                            |                                    |                 |
| |                            |                                    |                 |
| Fuente: ProCyclingStats |                            |                                    |                 |
| Clasificación de la etapa |                            |                                    |                 |
| Ciclista | Ciclista                   | Equipo                             | Tiempo          |
| 1.º | Benjamin Thomas            | Cofidis                            | 1 h 49 min 31 s |
| 2.º | Alberto Bettiol            | EF Education-EasyPost              | + 9 s           |
| 3.º | Tobias Halland Johannessen | Uno-X Pro Cycling Team             | + 9 s           |
| 4.º | Rasmus Tiller              | Uno-X Pro Cycling Team             | + 15 s          |
| 5.º | Bryan Coquard              | Cofidis                            | + 15 s          |
| 6.º | Edvald Boasson Hagen       | TotalEnergies                      | + 15 s          |
| 7.º | Hugo Hofstetter            | Arkéa-Samsic                       | + 15 s          |
| 8.º | Clément Champoussin        | AG2R Citroën Team                  | + 15 s          |
| 9.º | Diego Ulissi               | UAE Team Emirates                  | + 15 s          |
| 10.º | Georg Zimmermann           | Intermarché-Wanty-Gobert Matériaux | + 15 s          |

| \| Clasificación general \| Clasificación general \| Clasificación general \| Clasificación general \| Clasificación general \| \| Ciclista \| Ciclista \| Equipo \| Tiempo \| \| \| --------------------- \| -------------------------- \| ---------------------- \| --------------------- \| --------------------- \| \| 1.º \| Benjamin Thomas \| Cofidis \| 10 h 53 min 05 s \| \| \| 2.º \| Alberto Bettiol \| EF Education-EasyPost \| + 7 s \| \| \| 3.º \| Mathieu Burgaudeau \| TotalEnergies \| + 15 s \| \| \| 4.º \| Connor Swift \| Arkéa-Samsic \| + 31 s \| \| \| 5.º \| Edvald Boasson Hagen \| TotalEnergies \| + 33 s \| \| \| 6.º \| Pierre Latour \| TotalEnergies \| + 36 s \| \| \| 7.º \| Tobias Halland Johannessen \| Uno-X Pro Cycling Team \| + 41 s \| \| \| 8.º \| Toms Skujiņš \| Trek-Segafredo \| + 42 s \| \| \| 9.º \| Bryan Coquard \| Cofidis \| + 45 s \| \| \| 10.º \| Mads Pedersen \| Trek-Segafredo \| + 51 s \| \| |                            |                        |                  |
| |                            |                        |                  |
| Fuente: ProCyclingStats |                            |                        |                  |
| Clasificación general |                            |                        |                  |
| Ciclista | Ciclista                   | Equipo                 | Tiempo           |
| 1.º | Benjamin Thomas            | Cofidis                | 10 h 53 min 05 s |
| 2.º | Alberto Bettiol            | EF Education-EasyPost  | + 7 s            |
| 3.º | Mathieu Burgaudeau         | TotalEnergies          | + 15 s           |
| 4.º | Connor Swift               | Arkéa-Samsic           | + 31 s           |
| 5.º | Edvald Boasson Hagen       | TotalEnergies          | + 33 s           |
| 6.º | Pierre Latour              | TotalEnergies          | + 36 s           |
| 7.º | Tobias Halland Johannessen | Uno-X Pro Cycling Team | + 41 s           |
| 8.º | Toms Skujiņš               | Trek-Segafredo         | + 42 s           |
| 9.º | Bryan Coquard              | Cofidis                | + 45 s           |
| 10.º | Mads Pedersen              | Trek-Segafredo         | + 51 s           |

### 4.ª etapa
| Saint-Hilaire-de-Brethmas - Mont Bouquet | etapa escarpada | (145,41 km) |

| \| Clasificación de la etapa \| Clasificación de la etapa \| Clasificación de la etapa \| Clasificación de la etapa \| Clasificación de la etapa \| \| Ciclista \| Ciclista \| Equipo \| Tiempo \| \| \| ------------------------- \| -------------------------- \| ------------------------- \| ------------------------- \| ------------------------- \| \| 1.º \| Tobias Halland Johannessen \| Uno-X Pro Cycling Team \| 3 h 30 min 22 s \| \| \| 2.º \| Jay Vine \| Alpecin-Fenix \| + 0 s \| \| \| 3.º \| Antonio Tiberi \| Trek-Segafredo \| + 0 s \| \| \| 4.º \| Clément Champoussin \| AG2R Citroën Team \| + 0 s \| \| \| 5.º \| Pierre Latour \| TotalEnergies \| + 12 s \| \| \| 6.º \| Diego Ulissi \| UAE Team Emirates \| + 20 s \| \| \| 7.º \| Bauke Mollema \| Trek-Segafredo \| + 20 s \| \| \| 8.º \| Alessandro Verre \| Arkéa-Samsic \| + 21 s \| \| \| 9.º \| Sébastien Reichenbach \| Groupama-FDJ \| + 21 s \| \| \| 10.º \| Alberto Bettiol \| EF Education-EasyPost \| + 23 s \| \| |                            |                        |                 |
| |                            |                        |                 |
| Fuente: ProCyclingStats |                            |                        |                 |
| Clasificación de la etapa |                            |                        |                 |
| Ciclista | Ciclista                   | Equipo                 | Tiempo          |
| 1.º | Tobias Halland Johannessen | Uno-X Pro Cycling Team | 3 h 30 min 22 s |
| 2.º | Jay Vine                   | Alpecin-Fenix          | + 0 s           |
| 3.º | Antonio Tiberi             | Trek-Segafredo         | + 0 s           |
| 4.º | Clément Champoussin        | AG2R Citroën Team      | + 0 s           |
| 5.º | Pierre Latour              | TotalEnergies          | + 12 s          |
| 6.º | Diego Ulissi               | UAE Team Emirates      | + 20 s          |
| 7.º | Bauke Mollema              | Trek-Segafredo         | + 20 s          |
| 8.º | Alessandro Verre           | Arkéa-Samsic           | + 21 s          |
| 9.º | Sébastien Reichenbach      | Groupama-FDJ           | + 21 s          |
| 10.º | Alberto Bettiol            | EF Education-EasyPost  | + 23 s          |

| \| Clasificación general \| Clasificación general \| Clasificación general \| Clasificación general \| Clasificación general \| \| Ciclista \| Ciclista \| Equipo \| Tiempo \| \| \| --------------------- \| -------------------------- \| ---------------------- \| --------------------- \| --------------------- \| \| 1.º \| Benjamin Thomas \| Cofidis \| 14 h 23 min 50 s \| \| \| 2.º \| Alberto Bettiol \| EF Education-EasyPost \| + 7 s \| \| \| 3.º \| Tobias Halland Johannessen \| Uno-X Pro Cycling Team \| + 8 s \| \| \| 4.º \| Pierre Latour \| TotalEnergies \| + 25 s \| \| \| 5.º \| Mathieu Burgaudeau \| TotalEnergies \| + 26 s \| \| \| 6.º \| Connor Swift \| Arkéa-Samsic \| + 56 s \| \| \| 7.º \| Diego Ulissi \| UAE Team Emirates \| + 56 s \| \| \| 8.º \| Toms Skujiņš \| Trek-Segafredo \| + 1 min 13 s \| \| \| 9.º \| Thibault Guernalec \| Arkéa-Samsic \| + 1 min 14 s \| \| \| 10.º \| Quentin Pacher \| Groupama-FDJ \| + 1 min 16 s \| \| |                            |                        |                  |
| |                            |                        |                  |
| Fuente: ProCyclingStats |                            |                        |                  |
| Clasificación general |                            |                        |                  |
| Ciclista | Ciclista                   | Equipo                 | Tiempo           |
| 1.º | Benjamin Thomas            | Cofidis                | 14 h 23 min 50 s |
| 2.º | Alberto Bettiol            | EF Education-EasyPost  | + 7 s            |
| 3.º | Tobias Halland Johannessen | Uno-X Pro Cycling Team | + 8 s            |
| 4.º | Pierre Latour              | TotalEnergies          | + 25 s           |
| 5.º | Mathieu Burgaudeau         | TotalEnergies          | + 26 s           |
| 6.º | Connor Swift               | Arkéa-Samsic           | + 56 s           |
| 7.º | Diego Ulissi               | UAE Team Emirates      | + 56 s           |
| 8.º | Toms Skujiņš               | Trek-Segafredo         | + 1 min 13 s     |
| 9.º | Thibault Guernalec         | Arkéa-Samsic           | + 1 min 14 s     |
| 10.º | Quentin Pacher             | Groupama-FDJ           | + 1 min 16 s     |

### 5.ª etapa
| Alès - Alès | contrarreloj individual | (10,63 km) |

| \| Clasificación de la etapa \| Clasificación de la etapa \| Clasificación de la etapa \| Clasificación de la etapa \| Clasificación de la etapa \| \| Ciclista \| Ciclista \| Equipo \| Tiempo \| \| \| ------------------------- \| ------------------------- \| ------------------------- \| ------------------------- \| ------------------------- \| \| 1.º \| Filippo Ganna \| Ineos Grenadiers \| 15 min 32 s \| \| \| 2.º \| Mads Pedersen \| Trek-Segafredo \| + 7 s \| \| \| 3.º \| Benjamin Thomas \| Cofidis \| + 10 s \| \| \| 4.º \| Bauke Mollema \| Trek-Segafredo \| + 11 s \| \| \| 5.º \| Thibault Guernalec \| Arkéa-Samsic \| + 18 s \| \| \| 6.º \| Alberto Bettiol \| EF Education-EasyPost \| + 19 s \| \| \| 7.º \| Pierre Latour \| TotalEnergies \| + 19 s \| \| \| 8.º \| Jay Vine \| Alpecin-Fenix \| + 22 s \| \| \| 9.º \| Diego Ulissi \| UAE Team Emirates \| + 23 s \| \| \| 10.º \| Antonio Tiberi \| Trek-Segafredo \| + 23 s \| \| |                    |                       |             |
| |                    |                       |             |
| Fuente: ProCyclingStats |                    |                       |             |
| Clasificación de la etapa |                    |                       |             |
| Ciclista | Ciclista           | Equipo                | Tiempo      |
| 1.º | Filippo Ganna      | Ineos Grenadiers      | 15 min 32 s |
| 2.º | Mads Pedersen      | Trek-Segafredo        | + 7 s       |
| 3.º | Benjamin Thomas    | Cofidis               | + 10 s      |
| 4.º | Bauke Mollema      | Trek-Segafredo        | + 11 s      |
| 5.º | Thibault Guernalec | Arkéa-Samsic          | + 18 s      |
| 6.º | Alberto Bettiol    | EF Education-EasyPost | + 19 s      |
| 7.º | Pierre Latour      | TotalEnergies         | + 19 s      |
| 8.º | Jay Vine           | Alpecin-Fenix         | + 22 s      |
| 9.º | Diego Ulissi       | UAE Team Emirates     | + 23 s      |
| 10.º | Antonio Tiberi     | Trek-Segafredo        | + 23 s      |

## Clasificaciones finales
- Las clasificaciones finalizaron de la siguiente forma:[4]

### Clasificación general
| \| Clasificación general \| Clasificación general \| Clasificación general \| Clasificación general \| Clasificación general \| \| Ciclista \| Ciclista \| Equipo \| Tiempo \| \| \| --------------------- \| -------------------------- \| ---------------------- \| --------------------- \| --------------------- \| \| 1.º \| Benjamin Thomas \| Cofidis \| 14 h 39 min 32 s \| \| \| 2.º \| Alberto Bettiol \| EF Education-EasyPost \| + 16 s \| \| \| 3.º \| Tobias Halland Johannessen \| Uno-X Pro Cycling Team \| + 32 s \| \| \| 4.º \| Pierre Latour \| TotalEnergies \| + 34 s \| \| \| 5.º \| Mathieu Burgaudeau \| TotalEnergies \| + 1 min 02 s \| \| \| 6.º \| Diego Ulissi \| UAE Team Emirates \| + 1 min 09 s \| \| \| 7.º \| Connor Swift \| Arkéa-Samsic \| + 1 min 13 s \| \| \| 8.º \| Thibault Guernalec \| Arkéa-Samsic \| + 1 min 22 s \| \| \| 9.º \| Toms Skujiņš \| Trek-Segafredo \| + 1 min 48 s \| \| \| 10.º \| Quentin Pacher \| Groupama-FDJ \| + 1 min 56 s \| \| |                            |                        |                  |
| |                            |                        |                  |
| Fuente: ProCyclingStats |                            |                        |                  |
| Clasificación general |                            |                        |                  |
| Ciclista | Ciclista                   | Equipo                 | Tiempo           |
| 1.º | Benjamin Thomas            | Cofidis                | 14 h 39 min 32 s |
| 2.º | Alberto Bettiol            | EF Education-EasyPost  | + 16 s           |
| 3.º | Tobias Halland Johannessen | Uno-X Pro Cycling Team | + 32 s           |
| 4.º | Pierre Latour              | TotalEnergies          | + 34 s           |
| 5.º | Mathieu Burgaudeau         | TotalEnergies          | + 1 min 02 s     |
| 6.º | Diego Ulissi               | UAE Team Emirates      | + 1 min 09 s     |
| 7.º | Connor Swift               | Arkéa-Samsic           | + 1 min 13 s     |
| 8.º | Thibault Guernalec         | Arkéa-Samsic           | + 1 min 22 s     |
| 9.º | Toms Skujiņš               | Trek-Segafredo         | + 1 min 48 s     |
| 10.º | Quentin Pacher             | Groupama-FDJ           | + 1 min 56 s     |

### Clasificación de la montaña
| Clasificación de la montaña | Clasificación de la montaña | Clasificación de la montaña        | Clasificación de la montaña | Clasificación de la montaña |
| Ciclista                    | Ciclista                    | Equipo                             | Puntos                      |                             |
| --------------------------- | --------------------------- | ---------------------------------- | --------------------------- | --------------------------- |
| 1.º                         | Jay Vine                    | Alpecin-Fenix                      | 18 pts                      |                             |
| 2.º                         | Jérémy Cabot                | TotalEnergies                      | 18 pts                      |                             |
| 3.º                         | Tobias Halland Johannessen  | Uno-X Pro Cycling Team             | 14 pts                      |                             |
| 4.º                         | Magnus Sheffield            | Ineos Grenadiers                   | 14 pts                      |                             |
| 5.º                         | Antonio Tiberi              | Trek-Segafredo                     | 14 pts                      |                             |
| 6.º                         | Bruno Armirail              | Groupama-FDJ                       | 12 pts                      |                             |
| 7.º                         | Samuele Zoccarato           | Bardiani CSF Faizanè               | 12 pts                      |                             |
| 8.º                         | Georg Zimmermann            | Intermarché-Wanty-Gobert Matériaux | 8 pts                       |                             |
| 9.º                         | Martí Márquez               | Equipo Kern Pharma                 | 8 pts                       |                             |
| 10.º                        | Alexis Gougeard             | B&B Hotels-KTM                     | 7 pts                       |                             |

### Clasificación de los puntos
| Clasificación por puntos | Clasificación por puntos   | Clasificación por puntos | Clasificación por puntos | Clasificación por puntos |
| Ciclista                 | Ciclista                   | Equipo                   | Puntos                   |                          |
| ------------------------ | -------------------------- | ------------------------ | ------------------------ | ------------------------ |
| 1.º                      | Mads Pedersen              | Trek-Segafredo           | 65 pts                   |                          |
| 2.º                      | Benjamin Thomas            | Cofidis                  | 64 pts                   |                          |
| 3.º                      | Alberto Bettiol            | EF Education-EasyPost    | 62 pts                   |                          |
| 4.º                      | Tobias Halland Johannessen | Uno-X Pro Cycling Team   | 58 pts                   |                          |
| 5.º                      | Bryan Coquard              | Cofidis                  | 37 pts                   |                          |
| 6.º                      | Pierre Latour              | TotalEnergies            | 36 pts                   |                          |
| 7.º                      | Filippo Ganna              | Ineos Grenadiers         | 34 pts                   |                          |
| 8.º                      | Clément Champoussin        | AG2R Citroën Team        | 34 pts                   |                          |
| 9.º                      | Jay Vine                   | Alpecin-Fenix            | 31 pts                   |                          |
| 10.º                     | Hugo Hofstetter            | Arkéa-Samsic             | 29 pts                   |                          |

### Clasificación de los jóvenes
| Clasificación del mejor joven | Clasificación del mejor joven | Clasificación del mejor joven | Clasificación del mejor joven | Clasificación del mejor joven |
| Ciclista                      | Ciclista                      | Equipo                        | Tiempo                        |                               |
| ----------------------------- | ----------------------------- | ----------------------------- | ----------------------------- | ----------------------------- |
| 1.º                           | Tobias Halland Johannessen    | Uno-X Pro Cycling Team        | 14 h 40 min 04 s              |                               |
| 2.º                           | Pau Miquel                    | Equipo Kern Pharma            | + 5 min 02 s                  |                               |
| 3.º                           | Louis Barré                   | Team U Nantes Atlantique      | + 5 min 49 s                  |                               |
| 4.º                           | Paul Lapeira                  | AG2R Citroën Team             | + 5 min 56 s                  |                               |
| 5.º                           | Matis Louvel                  | Arkéa-Samsic                  | + 6 min 14 s                  |                               |
| 6.º                           | Daniel Méndez                 | Equipo Kern Pharma            | + 6 min 40 s                  |                               |
| 7.º                           | Magnus Sheffield              | Ineos Grenadiers              | + 6 min 49 s                  |                               |
| 8.º                           | Corbin Strong                 | Israel-Premier Tech           | + 7 min 12 s                  |                               |
| 9.º                           | Arne Marit                    | Sport Vlaanderen-Baloise      | + 9 min 36 s                  |                               |
| 10.º                          | Antonio Tiberi                | Trek-Segafredo                | + 10 min 15 s                 |                               |

### Clasificación por equipos
| Clasificación por equipos | Clasificación por equipos | Clasificación por equipos | Clasificación por equipos |
| Equipo                    | Equipo                    | Tiempo                    |                           |
| ------------------------- | ------------------------- | ------------------------- | ------------------------- |
| 1.º                       | TotalEnergies             | 44 h 02 min 28 s          |                           |
| 2.º                       | Trek-Segafredo            | + 13 s                    |                           |
| 3.º                       | Cofidis                   | + 1 min 02 s              |                           |
| 4.º                       | Arkéa-Samsic              | + 1 min 02 s              |                           |
| 5.º                       | Groupama-FDJ              | + 1 min 33 s              |                           |

## Evolución de las clasificaciones
| Etapa                   | Vencedor                   | Clasificación general | Clasificación de la montaña | Clasificación de los puntos | Clasificación de los jóvenes | Clasificación por equipos |
| ----------------------- | -------------------------- | --------------------- | --------------------------- | --------------------------- | ---------------------------- | ------------------------- |
| 1.ª                     | Mads Pedersen              | Mads Pedersen         | Matis Louvel                | Mads Pedersen               | Arne Marit                   | TotalEnergies             |
| 2.ª                     | Bryan Coquard              | Mads Pedersen         | Martí Márquez               | Mads Pedersen               | Tobias Halland Johannessen   | TotalEnergies             |
| 3.ª                     | Benjamin Thomas            | Benjamin Thomas       | Bruno Armirail              | Alberto Bettiol             | Tobias Halland Johannessen   | TotalEnergies             |
| 4.ª                     | Tobias Halland Johannessen | Benjamin Thomas       | Jérémy Cabot                | Tobias Halland Johannessen  | Tobias Halland Johannessen   | TotalEnergies             |
| 5.ª                     | Filippo Ganna              | Benjamin Thomas       | Jay Vine                    | Mads Pedersen               | Tobias Halland Johannessen   | TotalEnergies             |
| Clasificaciones finales | Clasificaciones finales    | Benjamin Thomas       | Jay Vine                    | Mads Pedersen               | Tobias Halland Johannessen   | TotalEnergies             |

## Ciclistas participantes y posiciones finales
Convenciones:
- AB-N: Abandono en la etapa "N"
- FLT-N: Retiro por arribo fuera del límite de tiempo en la etapa "N"
- NTS-N: No tomó la salida para la etapa "N"
- DES-N: Descalificado o expulsado en la etapa "N"

## UCI World Ranking
La Estrella de Bessèges otorgó puntos para el UCI World Ranking para corredores de los equipos en las categorías UCI WorldTeam, UCI ProTeam y Equipos Continentales. Las siguientes tablas son el baremo de puntuación y los diez corredores que obtuvieron más puntos:
| Posición              | 1.º | 2.º | 3.º | 4.º | 5.º | 6.º | 7.º | 8.º | 9.º | 10.º | 11.º | 12.º | 13.º-15.º | 16.º-25.º |
| Clasificación general | 125 | 85  | 70  | 60  | 50  | 40  | 35  | 30  | 25  | 20   | 15   | 10   | 5         | 3         |
| Por etapa             | 14  | 5   | 3   |     |     |     |     |     |     |      |      |      |           |           |
| Líder                 | 3   |     |     |     |     |     |     |     |     |      |      |      |           |           |

| Clasificación |                            |                       |         |       |       |       |
| Posición      | Ciclista                   | Equipo                | General | Etapa | Líder | Total |
| ------------- | -------------------------- | --------------------- | ------- | ----- | ----- | ----- |
| 1.º           | Benjamin Thomas            | Cofidis               | 125     | 17    | 6     | 148   |
| 2.º           | Alberto Bettiol            | EF Education-EasyPost | 85      | 5     | -     | 90    |
| 3.º           | Tobias Halland Johannessen | Uno-X                 | 70      | 20    | -     | 90    |
| 4.º           | Pierre Latour              | TotalEnergies         | 60      | -     | -     | 60    |
| 5.º           | Mathieu Burgaudeau         | TotalEnergies         | 50      | -     | -     | 50    |
| 6.º           | Diego Ulissi               | UAE Emirates          | 40      | -     | -     | 40    |
| 7.º           | Connor Swift               | Arkéa Samsic          | 35      | -     | -     | 35    |
| 8.º           | Thibault Guernalec         | Arkéa Samsic          | 30      | -     | -     | 30    |
| 9.º           | Mads Pedersen              | Trek-Segafredo        | -       | 24    | 6     | 30    |
| 10.º          | Toms Skujiņš               | Trek-Segafredo        | 25      | -     | -     | 25    |